# Hammarby IF HF
Hammarby IF HK ist ein schwedischer Handballverein aus dem Stockholmer Ortsteil Hammarby. Der 1939 gegründete Verein ist die Handballsparte des Vereins Hammarby IF.
Die erste Herren-Mannschaft spielt in der höchsten schwedischen Liga, der Elitserien i handboll för herrar und wurde in den Jahren 2006, 2007 und 2008 schwedischer Meister.

## Ehemalige Spieler
Zu den bekannten Spielern des Vereins gehören Staffan Olsson, Lukas Karlsson, Tobias Karlsson, Nicklas Grundsten und Michael Apelgren.